# Robert Groves Sandeman

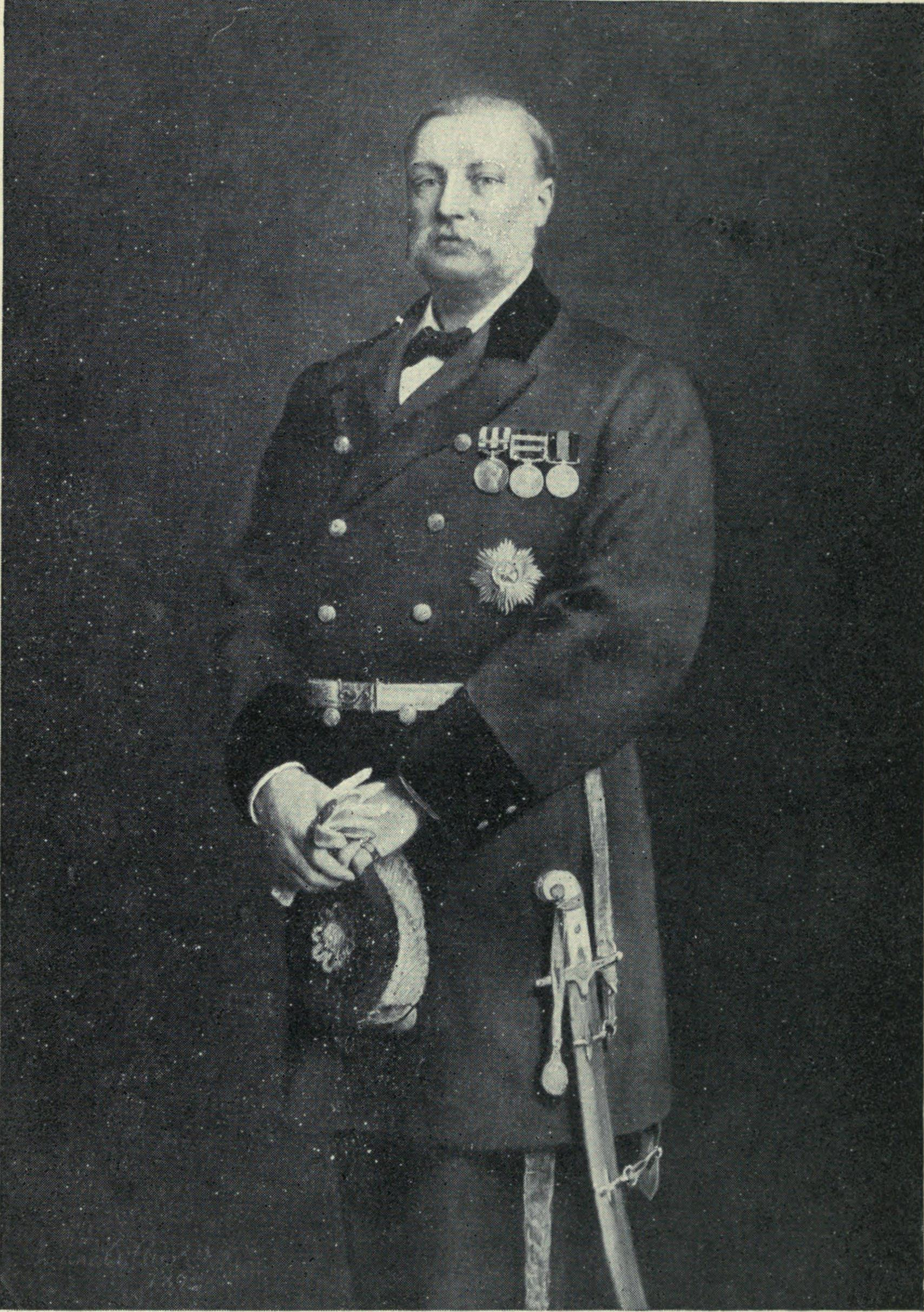
Sir Robert Groves Sandeman

Sir Robert Groves Sandeman (* 25. Februar 1835 in Perth (Schottland); † 29. Januar 1892 in Las Bela) war ein britischer Offizier und Administrator in Belutschistan (1871–1892). Er war als Offizier an der Eroberung und als Gouverneur nach 1871 wesentlich an der Eingliederung Belutschistan in das britisch-indische Kolonialreich beteiligt.

## Leben
Robert Groves Sandeman wurde im schottischen Perth als Sohn des General-Majors Robert Turnbull Sandeman (1804–1876) geboren. Seine Ausbildung erhielt er an der Perth Academy und der St. Andrews Universität.
Am 8. Februar 1856 trat er als Ensign in die britische Kolonialarmee von Bengalen ein, wo er am 20. Mai 1856 der 33rd Bengal Native Infantry zugewiesen wurde. Während des Sepoy-Aufstands wechselte er als Adjutant zu den 11th King Edward's Own Lancers (Probyn's Horse) und nahm er an der Erstürmung von Lakhnau teil. Am 30. April 1858 wechselte er zur 14th Bengal Native Infantry. Drei Jahre später wurde er Offizier beim Stab. Seit 1859 wurde er Assistant Commissioner im Punjab. 1866 erfolgte seine Ernennung zum Kommissar und Magistrate (Richter) des Distrikts Dera Ghazi Khan.
Durch geschickte Verhandlungen erreichte er die Unterwerfung des Khans von Kalat, so dass Ende 1875 ein Protektorat über diesen indischen Fürstenstaat errichtet werden konnte. Dafür wurde er 1877 als Companion in den Order of the Star of India aufgenommen. Zwei Jahre später wurde er als Knight Commander desselben Ordens geadelt. Seine angenehme Persönlichkeit sicherte ihm Einfluss beim Khan und den Stämmen der Region.
Seit dem 21. Februar 1877 war er Agent des Generalgouverneurs in Belutschistan und somit dort oberster britischer Verwaltungsbeamter. Diese Stellung wurde 1887 zum Chief Commissioner (seine Amtszeit war zweimal unterbrochen) aufgewertet, als Belutschistan Provinz wurde. Als er im zweiten imperialistischen Angriffskrieg gegen Afghanistan 1880 die Versorgung der Truppen bei Kandahar unterstützte, führte dies zur Gewinnung einer neuen, strategisch wichtigen Provinz für das Empire.
Am 8. Februar 1882 erfolgte seine Beförderung zum Lieutenant-Colonel, drei Jahre darauf zum Brevet-Colonel. Er starb an der Grenze zu Sindh und wurde in Las Bela begraben.
Fort Sandeman, seit 1976 Zhob im Distrikt Zhob, war nach ihm benannt.

### Familie
Er war zweimal verheiratet. In erster Ehe heiratete er 1864 Catherine Grace Allen (1842–1868). In zweiter Ehe heiratete er 1882 Helen Catherine Gainsford.